# Synagoge Heiligenstadt
Die Synagoge Heiligenstadt war eine Synagoge in der Stadt Heilbad Heiligenstadt im heutigen Landkreis Eichsfeld in Thüringen. Sie befand sich in der Innenstadt am Standort Stubenstraße 14.

## Geschichte

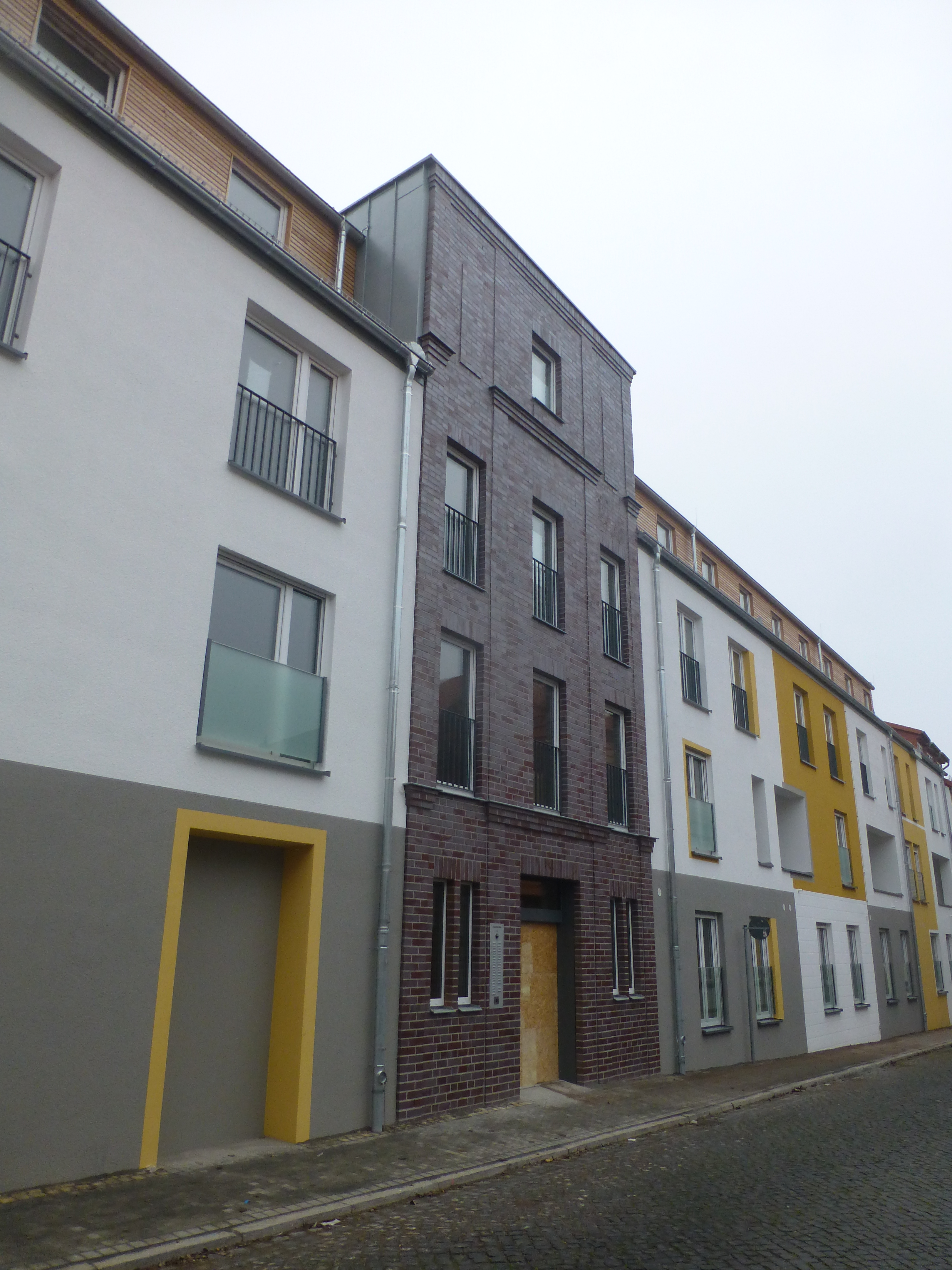
Das nach 2011 am Standort der Synagoge errichtete Gebäude

1335 sind erste Juden in Heiligenstadt nachweisbar; ob sie bereits eine jüdische Gemeinde gründeten ist nicht überliefert. Für das Jahr 1469 ist eine Anweisung bekannt, nach die Juden in Heiligenstadt an einem bestimmten Ort zu bauen und zu wohnen haben, dem sogenannten Judenhof, der bis heute als Jüdenhof erhalten ist.
Die jüdische Gemeinde erwarb am 23. Juni 1871 das ursprünglich als Wohnhaus genutzte Gebäude Stubenstraße 14 in der Heiligenstädter Altstadt, unmittelbar neben dem Mainzer Hof. Am 10. September 1873 wurde in dem umgebauten Gebäude die Synagoge eingeweiht. Geschändet wurde sie am 9. November 1938, wurde aber nicht zerstört, da sie in einer Häuserzeile integriert war. Am 9. April 1940 erfolgte der zwangsweise Verkauf der Immobilie. 35 Heiligenstädter Juden verließen ihre Heimatstadt in der NS-Zeit durch Flucht, 14 wurden deportiert, was 13 von ihnen nicht überlebten. Nach 1945 wurde die frühere Synagoge wieder als Wohnhaus genutzt. Noch 2010 wurden Sicherungsarbeiten an der Fassade des inzwischen leerstehenden Gebäudes vorgenommen.
Anfang September 2011 wurde die komplette Häuserzeile mit Mainzer Hof und ehemaliger Synagoge abgebrochen. Der Abriss der ehemaligen Synagoge erfolgte kurz nach Aufhebung des Denkmalschutzstatus unangekündigt am 7. September 2011 und wurde auch nachfolgend noch kontrovers im Stadtrat diskutiert. Die örtliche CDU forderte die Einrichtung einer Gedenkstätte in der Stubenstraße. Der Standort sollte zunächst mit einem Einkaufszentrum neu bebaut werden, letztlich entstand ein Pflegezentrum.

## Gedenken

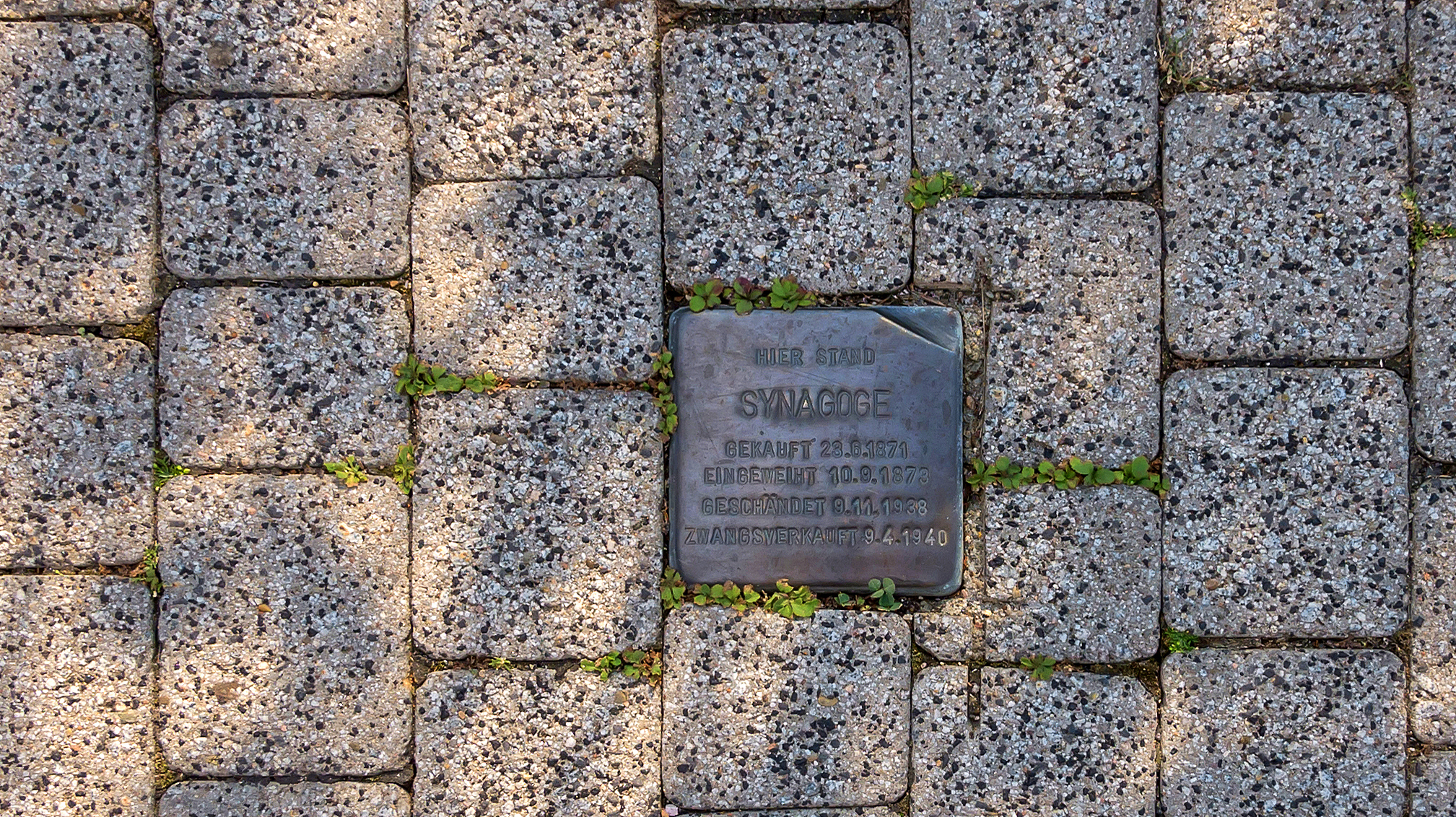
Der Stolperstein am Standort der früheren Synagoge

Vor der ehemaligen Synagoge erinnert ein Stolperstein an das frühere Sakralgebäude.
In der Ibergstraße befindet sich der neuzeitliche Friedhof der ehemaligen Gemeinde.